# Rancagua
Rancagua város Chilében, az O'Higgins régióban, Cachapoal tartomány székhelye. Lakossága 2017-ben körülbelül 241 774 fő volt.[forrás?]

## Története
1861-ben a város vasúti összeköttetést kapott Santiago de Chilével. 

## Képgaléria

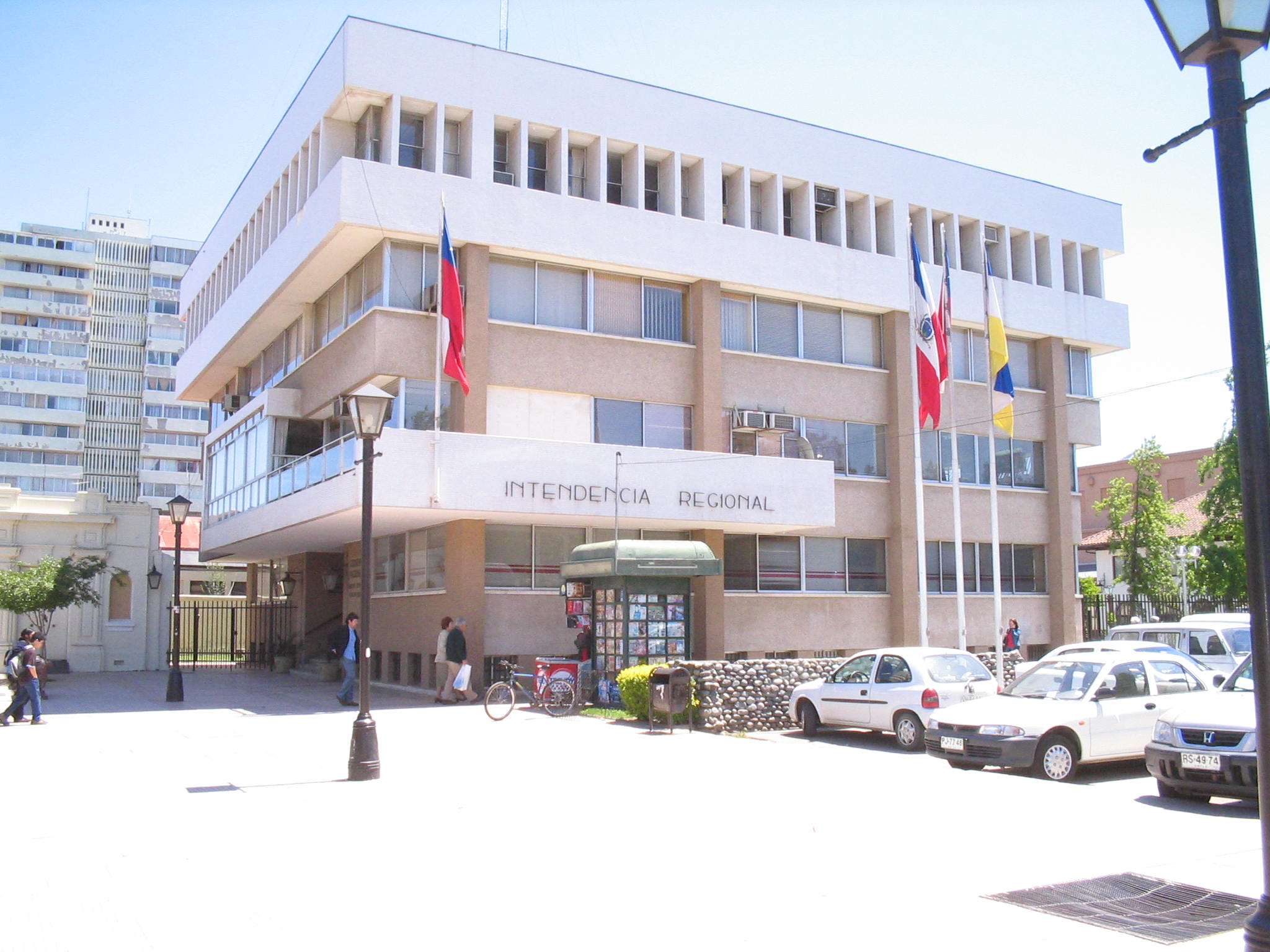
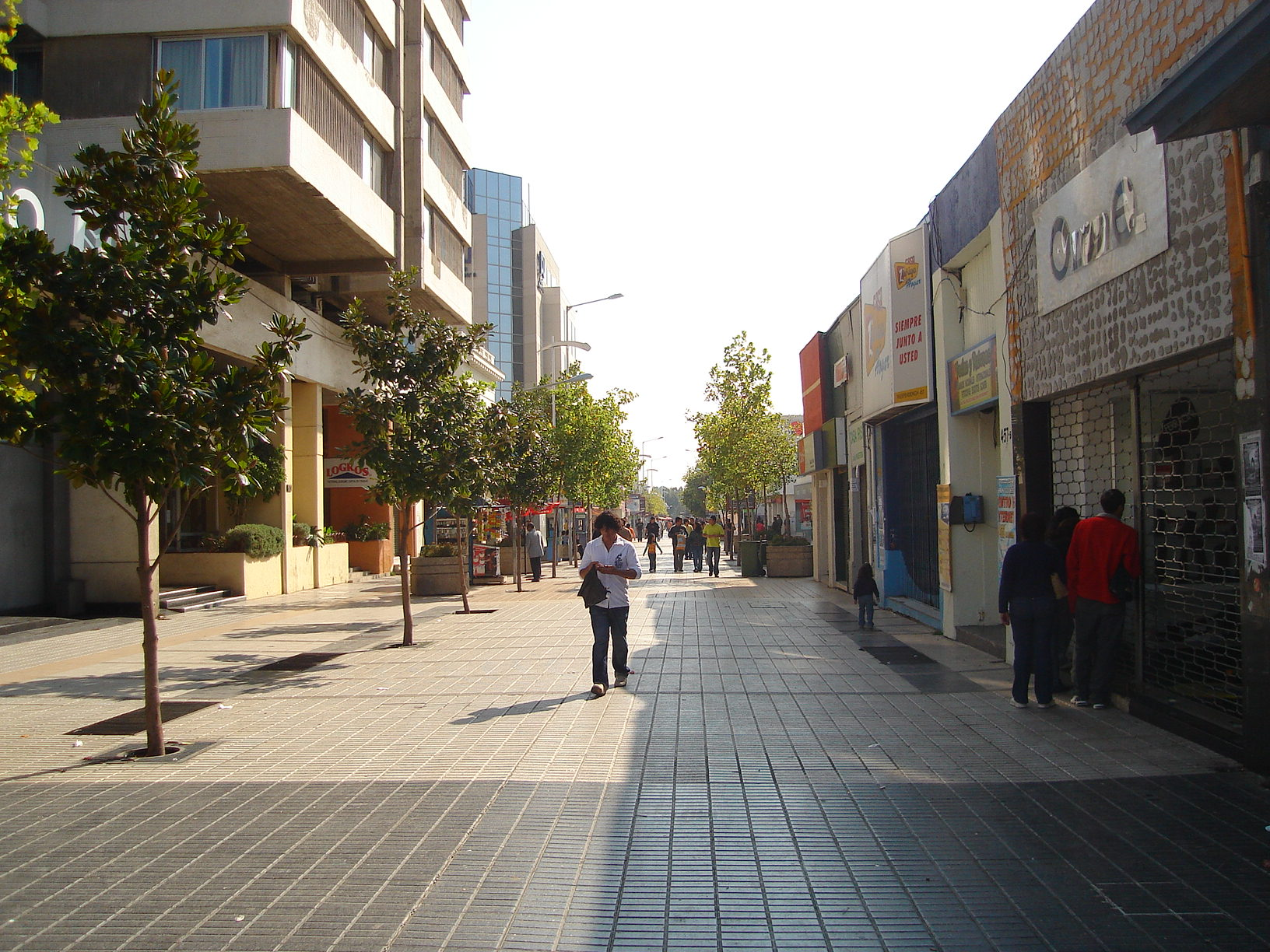
Paseo Independencia
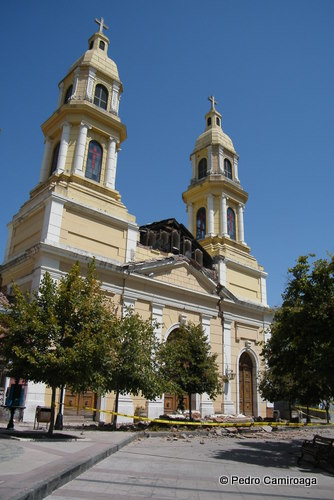
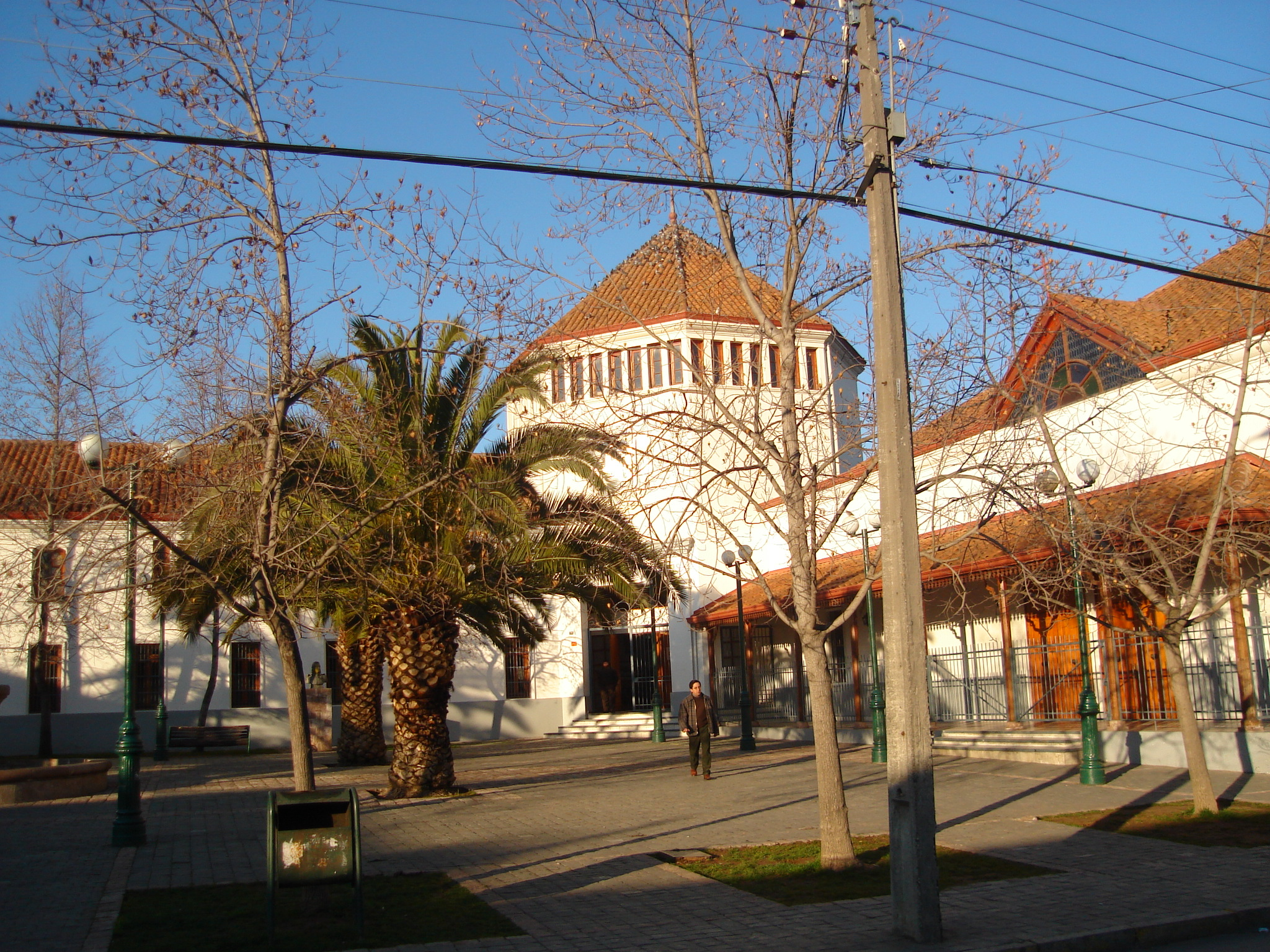
Instituto O'Higgins de Rancagua